# Olha Bielkova
Olha Valentynivna Bielkova (en ukrainien : Ольга Валентинівна Бєлькова), née le 16 juin 1975 à Tcherkassy, est une femme politique et économiste ukrainienne. 

## Biographie

### Jeunesse et études
Olha Bielkova obtient une licence d'économie à l'université d'État d’ingénierie de Tcherkassy en 1997 et son diplôme de droit à l'université nationale Taras-Chevtchenko de Kiev en 2001. Elle obtient ensuite un master d'administration publique (MPA) à la John F. Kennedy School of Government de l'université Harvard en 2011. 

### Carrière
De 1996 à 1997, elle travaille en tant que greffière et spécialiste de la comptabilité pour le centre de certification de ventes aux enchères de Tcherkassy. Elle est ensuite programmeuse pour Myron Reklama LLC. 
Elle est durant trois ans, de 2000 à 2003, conseillère juridique et directrice adjointe de l'organisation à but non lucratif Junior Achievement Ukraine. Elle s'implique ensuite pour son pays en devenant de 2003 à 2006 directrice du département administratif et financier d'un projet d'appui à l’ingénierie et au commerce dans le secteur agricole de Kiev. 
De 2006 à 2010, elle travaille en tant que directrice de projet internationaux et directrice des départements administratifs et financiers de l'organisation philanthropiquec de Victor Pinchuk - Initiatives Sociales. Elle change ensuite d'organisation philanthropique pour devenir membre du conseil d'administration du Forum des ukrainiens philanthropes de 2009 à 2010. 
Le 12 novembre 2012, Olga Bielkova commence à travailler avec le groupe parlementaire l'Alliance démocratique ukrainienne pour les réformes de Vitali Klitschko. Elle est membre du comité des finances de la Verkhovna Rada d'Ukraine, présidente du sous-comité sur le fonctionnement des systèmes de paiement et de commerce électroniques et membre de la Commission spéciale de contrôle de la privatisation.
Lors des élections législatives ukrainiennes de 2014, elle est de nouveau réélue au Parlement, cette fois après s'être classé 47e sur la liste électorale du bloc Petro Poroshenko. Elle occupe le poste de chef adjoint de la commission sur le complexe énergétique, la politique nucléaire et la sécurité nucléaire.
Bielkova s'est présentée aux élections législatives ukrainiennes de juillet 2019 pour l'Union panukrainienne « Patrie », une organisation politique conservatrice et europhile. 

### Vie privée
Elle est mariée et a deux enfants.[réf. nécessaire]